# Carrera Pequín-París
La carrera Pequín-París va ser una cursa automobilística que es va celebrar el 1907 amb sortida a la ciutat xinesa de Pequín i arribada a la ciutat francesa de París, realitzant un recorregut total de 14.994 km. La prova va ser guanyada pel príncep italià Scipione Borghese a bord d'un Itala després de 61 dies de conducció.

## Història

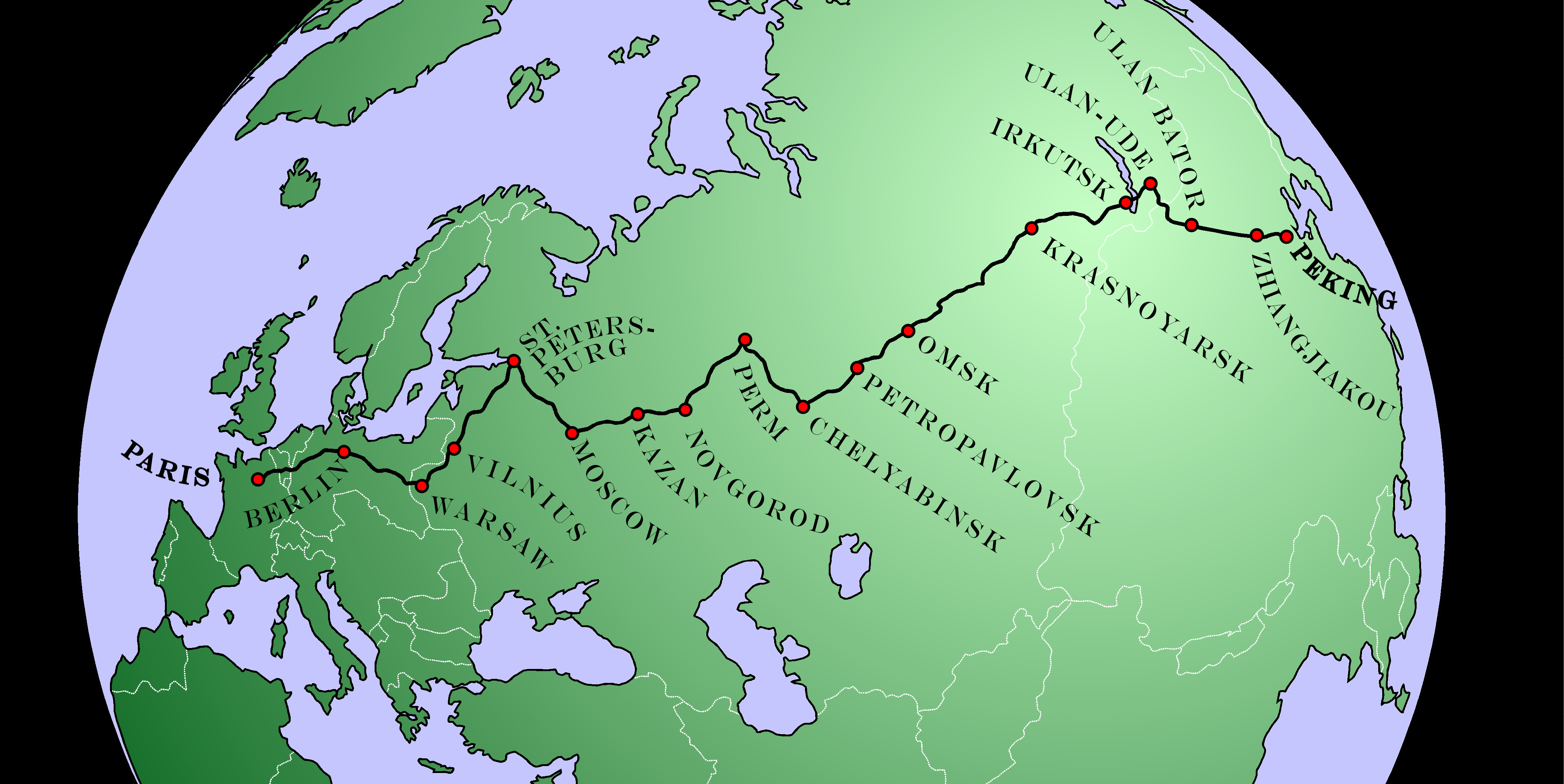
Recorregut de la prova el 1907

La cursa va néixer per iniciativa del diari francès Le Matin el 31 de gener de 1907, en un moment en què els cotxes eren bastant nous:
| « | El que cal demostrar avui és que, mentre un home tingui un cotxe, es pot fer qualsevol cosa i anar a qualsevol lloc. Hi ha algú que es comprometi a viatjar aquest estiu de Pequín a París en automòbil? | » |

S'hi van presentar quaranta participants, dels quals sols cinc van aconseguir fer arribar el vehicle a la línia de sortida: 2 De Dion-Bouton, 1 Itala, 1 Spyker holandès i 1 tricicle Contal. Cada cotxe tenia un periodista com a passatger, i els periodistes enviaven històries des de les estacions de telègraf regularment. Els camells que transportaven el combustible van sortir de Pequín i es van instal·lar a les estacions del recorregut per a proporcionar combustible als corredors.

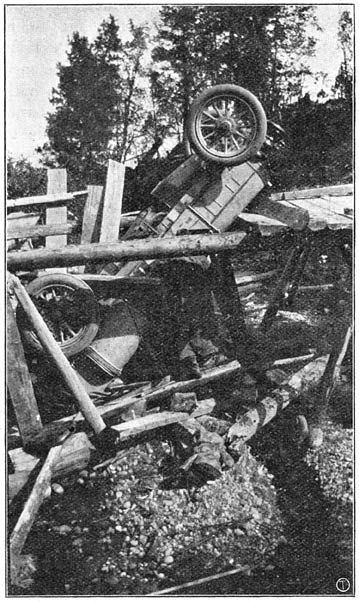

La travessia va partir de l'ambaixada francesa de Pequín, no comptava amb una ruta preestablerta i va resultar ser duríssima i llarga per zones remotes d'Àsia, on els participants van haver de suportar altes i baixes temperatures. Un periodista del Corriere della Sera i del Daily Telegraph, anomenat Luigi Barzini, va acompanyar Borghese durant la carrera i informava a París de l'estat de la cursa. A bord de l'Itala el periodista i el príncep van arribar primers a París el 10 d'agost de 1907 amb una setmana d'avantatge respecte l'Spyker. Com a únic premi els vencedors van rebre una ampolla magnum de xampany G. H. Mumm. D'aquí va néixer la tradició de celebrar les victòries en automobilisme amb una ampolla de xampany.
El 1997 es va reeditar la prova, realitzant el mateix recorregut i amb vehicles de l'època. Des de llavors se n'han repetit algunes edicions.